# Капела Св. Георгија на православном гробљу у Панчеву
Капела Св. Георгија на православном гробљу у Панчеву задужбина је Марије и Лазара Драгичевића, угледних панчевачких добротвора и мецена 19. века. Од 14. децембра 1853. године када је Лазар Драгичевић дао је новац Српској православној црквеној општини за зидање капеле на Православном гробљу, план за зидање капеле одобрен је тек 1855. године, када је донета и одлука о будућем сахрањивању чланова породице Драгичевић у крипти капеле. Одлуком од 8. јула 1869. године када је решено да се на капели подигне торањ који је 1874. и изграђен по плану панчевачког архитекте Константина Радотића, а радове је извео грађевинар Фрањо Бахман, капела добија данашњи изглед. 
Капела као значајан пример сакралних грађевина мањих димензија представља непокретно културно добро као споменик културе.

## Архитектура капеле
Капела посвећена Светом Георгија на Православном гробљу у Панчеву је једнобродна грађевина са полукружном апсидом и звоником. Простор је издељен на три травеја, су на фасади назначени дорским пиластром са базом. Сокл у висини 50цм профилисан је при врху. Прозори на апсиди и бочним зидовима лучно су засведени. Између кровног венца и гејзона на бочним фасадама капеле налази се фриз слепих прозора. Западна фасада прочеља капеле вертикално је рашчлањена дорским пиластрима са декоративном плитком рустиком. На бочним странама прочеља у плитким и лучно засведеним нишама налазе се иконе бочно лево у висини завршетка портала, Св. арханђел Гаврило и бочно десно Св. арханђел Михајло. Ове слике су новијег датума, настале су после радова на капели 1984. године. 
Изнад портала налази се мермерна плоча са натписом на црквено-словенском са подацима о ктитору, а на олтарској апсиди су натписи са годинама рођења и смрти чланова породице Драгичевић који су до данас сахрањени у крипти капеле. Изнад западне фасаде диже се једноспратни звоник са малим кубетом и четири прозора полукружно засведена. Лево и десно од базе звоника пружају се краци у виду правоугаоника са завршним делом лучно засведеним. Унутрашњост капеле подељена је на припрату, изнад које се диже хор, наос са ниским иконостасом и олтарски простор. Иконостас је дрвена преграда са царским и бочним дверима изведеним у позлати и дуборезу. Престоне иконе за олтарску преграду капели дело су Константина Пантелића. Урош Предић је 1907. године за капелу на Православном гробљу у Панчеву насликао три иконе, Св. Ђорђа, Св. Димитрија и Св. Николу. Милан Бутозан, сликар из Панчева, осликао је 1931. године унутрашњост капеле. Ово сликарство није сачувано јер су га за време Другог светског рата Немци прекречили и уништили оценивши га као неприкладно сликарство за црквену иконографију. 
Према подацима из литературе декорисање капеле било је састављено од 28 композиција на 130m². Пријем сликарских радова Милана Бутозана извршила је комисија у којој су били Тома Росандић и Мило Милуновић. 
Њен највећи значај је што је задужбина чувене породице Драгичевић, која је током 19. века имала велики утицај на привредни и културни живот у Панчеву.